# Junction (Illinois)
Junction – wieś w Stanach Zjednoczonych, w stanie Illinois, w hrabstwie Gallatin.